# Vasilios Dimitriadis
Vasilios Dimitriadis (griechisch Βασίλιος Δημητριάδης, englisch Vassilis Dimitriadis; * 22. August 1978 in Brüssel, Belgien) ist ein ehemaliger griechischer Skirennläufer.

## Karriere
Dimitriadis gab sein internationales Renndebüt am 6. Februar 1995 bei einem Juniorenrennen in Ordino-Arcalís. Sein erstes internationales Großereignis bestritt er knapp ein Jahr später bei den Weltmeisterschaften in der Sierra Nevada. Dort erreicht er als beste Platzierung Rang 43 im Riesenslalom. 1998 nahm er zum ersten Mal an Olympischen Winterspielen teil. Bei den Wettkämpfen in Nagano schied Dimitriadis jedoch bei seinem einzigen Start im Slalom aus. Am 5. Januar 1999 gab Dimitriadis sein Weltcupdebüt beim Slalom von Kranjska Gora, wobei er jedoch im ersten Durchgang ausschied. Trotz mehrmaliger Starts im Weltcup gelang ihm nie die Qualifikation für den zweiten Durchgang. Abgesehen von diesen vereinzelten Starts im Weltcup sowie internationalen Großereignissen startete Dimitriadis hauptsächlich bei FIS-Rennen, wobei ihm dort im Laufe seiner Karriere 32 Siege gelangen. Zudem konnte er sechs griechische Meisterschaften für sich entscheiden. Sein bestes Ergebnis bei einem internationalen Großereignis erzielte er bei den Olympischen Winterspielen 2006 in Turin mit dem 23. Platz im Slalom. Sein letztes internationales Rennen bestritt Dimitriadis am 10. April 2011 in Bansko, danach ist er nicht mehr als Rennläufer in Erscheinung getreten.
Nach seiner aktiven Laufbahn absolvierte Dimitriadis eine Ausbildung zum Skitrainer in Frankreich und ist seit 2014 Trainer beim griechischen Skiverband.

## Erfolge

### Olympische Winterspiele
- Nagano 1998: DNF Slalom
- Salt Lake City 2002: 43. Riesenslalom, DNF Super-G, DSQ Slalom
- Turin 2006: 23. Slalom, DNF Riesenslalom
- Vancouver 2010: 33. Slalom, DNF Riesenslalom

### Weltmeisterschaften
- Sierra Nevada 1996: 43. Riesenslalom, DNF Slalom
- Vail/Beaver Creek 1999: 42. Riesenslalom, DNF Slalom
- St. Anton 2001: DNF Riesenslalom, DNF Slalom
- St. Moritz 2003: 38. Riesenslalom, 40. Super-G, 42. Slalom
- Bormio 2005: DNF Riesenslalom, DNF Slalom
- Åre 2007: DNF Riesenslalom, DNQ Slalom
- Val-d'Isère 2009: DNQ Slalom

### Juniorenweltmeisterschaften
- Schladming 1997: 66. Super-G, DNF Riesenslalom, DNF Slalom

### Weitere Erfolge
- Griechischer Meister im Riesenslalom (2000, 2003, 2005)
- Griechischer Meister im Slalom (2003, 2005, 2006)
- 32 Siege bei FIS-Rennen